# Escobaria henricksonii
Escobaria henricksonii là một loài thực vật có hoa trong họ Cactaceae. Loài này được Glass & Foster mô tả khoa học đầu tiên.